# Caloundra International 2011
Il Caloundra International 2011 è stato un torneo professionistico di tennis maschile giocato sul cemento. È stata la 5ª edizione del torneo, che fa parte dell'ATP Challenger Tour nell'ambito dell'ATP Challenger Tour 2011. Si è giocato a Caloundra in Australia dal 7 al 13 febbraio 2011.

## Partecipanti

### Teste di serie
| Giocatore | Nazionalità       | Ranking* | Testa di serie |
| --------- | ----------------- | -------- | -------------- |
| Australia | Marinko Matosevic | 142      | 1              |
| Rep. Ceca | Lukáš Rosol       | 143      | 2              |
| Italia    | Paolo Lorenzi     | 145      | 3              |
| Australia | Carsten Ball      | 159      | 4              |
| Slovenia  | Grega Žemlja      | 166      | 5              |
| Rep. Ceca | Jan Hernych       | 174      | 6              |
| Australia | Bernard Tomić     | 182      | 7              |
| Australia | Matthew Ebden     | 201      | 8              |

- Ranking al 31 gennaio 2011.

### Altri partecipanti
Giocatori che hanno ricevuto una wild card:
- Matthew Barton
- James Duckworth
- James Lemke
- Benjamin Mitchell

Giocatori che hanno ricevuto uno special exempt:
- Chris Guccione

Giocatori passati dalle qualificazioni:
- Dayne Kelly
- Wu Di
- Yang Tsung-hua
- Daniel Yoo

## Campioni

### Singolare
Grega Žemlja ha battuto in finale  Bernard Tomić con il punteggio di 7–6(4), 6–3

### Doppio
Matthew Ebden /  Samuel Groth hanno battuto in finale  Pavol Červenák /  Ivo Klec con il punteggio di 6–3, 3–6, [10–1]